# Фатон Хајризи
Фатон Хајризи (алб. Faton Hajrizi; Доња Клина, 1985 — Трбушница, 19. јул 2024) био је албански криминалац са Косова и Метохије. Хајризи је 18. јула 2024. у околини Лознице убио припадника српске полиције током рутинске контроле. Ликвидиран је дан касније, приликом опирања хапшењу. 

## Детињство и младост
Хајризи је рођен у селу Доња Клина у околини Србице 1985. године. Хајризи има статус ветерана терористичке групе ОВК, иако је за време рата имао непуних 15 година.

## Убиство руског војника
Дана 29. фебруара 2000. године у околини Србице петнаестогодишњи Фатон Хајризи отео је аутоматску пушку типа Калашњиков руском припаднику контигента КФОР и њиме га тешко ранио. Војник је транспортован у француску војну болницу у Митровици, где је 2 дана касније, 2. марта, подлегао повредама услед наглог погоршања здравственог стања.
Војник је идентификован као Игор Коршунов (31), припадник руске 14. оперативне групе КФОР. Његово тело је пребачено у Русију, где је сахрањен уз војне почасти. Иза себе је оставио супругу и ћерку.
Хајризи је ухапшен од стране припадника КФОР-а, убрзо осуђен на 27 година затвора и послат у затвор у Митровици. Међутим, успео је да побегне свега 3 дана касније, провлачећи се кроз прозор затворског купатила. У новембру 2000. године побегао је и из притворног центра у Србици.
Казна му је касније преиначена на "васпитну меру" у трајању од 1 до 5 година. Међутим, није познато да ли је и где ју је издржавао. 

## Касније криминално деловање
Пресудом из 2001. године, осуђен је и за један случај покушаја убиства, три случаја крађе и два случаја вожње аутомобила без дозволе.
У августу 2005. године побегао је из затвора у Пећи, а затим је поново ухапшен у октобру 2006. године. Из затвора Дубрава у Истоку побегао је у јулу 2007. године, заједно са још 6 особа осуђених за тешка кривична дела. Овом приликом су бегунце испред затворске ограде дочекала непозната лица која су отворила ватру на полицију. Неколико запослених у затвору је ухапшено под оптужбама да су им помагале у бекству.
У септембру 2007. године учествовао је у оружаној пљачки у Глоговцу. Овом приликом је, заједно са још 3 наоружане особе, однео накит вредан око 63 хиљаде евра. Приликом саме пљачке, рањени су власник златаре и 2 полицајца. У наставку потере за разбојницима, у селу Брузник-Вучитрн, полицијска патрола је покушала да заустави њихов аутомобил, али су осумњичени отворили ватру из возила и том приликом ранили још 2 полицајца. Поново је ухапшен у октобру 2007. године у Приштини.
Дана 24. јануара 2008. године, осуђен је за два кривична дела оружане плачке на територији Србице, као и због поседовања оружја без дозволе. Укупна казна затвора износила је 6 година.
Током 2012. године, Хајризи је побегао из притворског центра у Призрену. Према извештајима, он се попео на зид затворског дворишта држећи се за олук и кроз неколико кругова бодљикаве жице скочио са висине од неколико метара. Полицајци су испалили хице упозорења и започели потеру, али без успеха.

## Последње бекство
Према доступним информацијама, Хајризи је најмање неколико месеци боравио у затвору отвореног типа, са ниским мерама безбедности, у Смреконици у општини Вучитрн. 
Хајризи је у затвору оваквог типа неколико пута користио право изласка кући током викенда. Међутим, последњом таквом приликом, 6. јула 2024. године, није се вратио и проглашен је за бегунца. Ово је било његово укупно девето бекство из затвора на територији Косова и Метохије.
Хајризи је након бекства био активан на друштвеној мрежи ТикТок, где је, између осталог, изнео више претњи и увреда на рачун српског народа, а властима тзв. Косова поручио да "Не могу да га ухвате".

## Напад на полицијску патролу у Лозници
Дана 18. јула 2024. године, око 00:55 у Лозници, приликом редовне контроле возила на контролном пункту, полицијски службеници граничне полиције из Трбушнице зауставили су возило тутинских регистарских ознака у којем се налазио и Хајризи.
Хајризи је по изласку из возила отворио ватру из свог пиштоља, погодивши полицијског службеника Николу Крсмановића (34) у груди, а полицијског службеника Вјекослава Илића (50) у раме, након чега је побегао. Обојица полицијских службеника превезана су у општу болницу у Лозници, где је Илић примљен у стабилном стању, а Крсмановић подлегао повредама. На територији Лознице је убрзо проглашен Дан жалости. Министар унутрашњих послова Републике Србије, Ивица Дачић, напад је убрзо окарактерисао као потенцијални терористички акт.
На месту злочина су пронађени пасош, издат од привремених институција на територија КиМ на име Антон Хајризи и немачка лична карта. Убрзо је утврђено да је Фатон користио пасош и лична документа свог брата, Артана, који живи у Немачкој.  Међутим, МУП Србије је изразио сумњу у веродостојност тврдње чланова породице Хајризи да је Фатон пасош узео 2 дана раније и уместо тога навело да се ради о испланираном и организованом акту. Убрзо је у случај укључена и немачка полиција, од које је затражено објашњење о Фатоновом кретању и изручење Артана Хајризија.

### Потрага и ликвидација
Убрзо након напада, снаге МУП Србије започелу су опсежну потрагу за Хајризијем. На терену су, поред територијално одговорних припадника полицијске управе Шабац, ангажовани и припадници Управе Криминалистичке полиције, Управе граничне полиције, Жандармерије и Специјалне Антитерористичке јединице. У потрази су коришћени и дронови и хеликоптери, док су грађани позвани да полиције пријаве уколико препознају почионица, чије су фотографије јавно објављене.
Упородo са потрагом за Хајризијем, припадници МУП Републике Србије су убрзо лоцирали и ухапсили и таксисту Митхата Хаџића из Тутина, након што је утврђено да је он превозио Хајризија. У исто време, припадници МУП Републике Српске су на територији Бијељине ухапсили осумњиченог за организовање транспорта Хајризија од Прешева ка Лозници, а убрзо затим је слободе лишена и његова супруга.
Према тврдњама мештана, Хајризи је у дану напада на полицајце виђен како пролази кроз дворишта локалних кућа на Шабачком путу и краде бицикл. Следећег дана, 19. јула, Хајризија је препознао и пријавио мештанин од којег је тражио воду за пиће.
Хајризија је убрзо лоцирала патрола, на коју је он отворио ватру и са 2 хица из пиштоља погодио полицијски аутомобил. Полицијски службеници су му узвратили ватру, ранивши га. Након тога су га пратили припадници САЈ, који су га и ликвидирали. Из свог пиштоља је за време акције укупно испалио 9 метака. Убрзо након ликвидације, фотографије беживотног тела Фатона Хајризија појавиле су се у медијима.
На лицу места је пронађен и Хајризијев пиштољ, типа застава М-57, са угравираним ознакама ОВК.